# 科利梅斯縣
1°33′S 80°1′W / 1.550°S 80.017°W
科利梅斯縣（西班牙語：Cantón Colimes），是厄瓜多爾的縣份，位於該國中部，由瓜亞斯省負責管轄，始建於1988年4月29日，面積758平方公里，2001年人口21,049，人口密度每平方公里27.77人。